# Islas de Petite Terre
Petite Terre es un grupo de islas que pertenecen al departamento de ultramar francés de Guadalupe, ubicadas en el mar Caribe. Su nombre en francés Îles de la Petite Terre literalmente significa "Islas de la Tierra Pequeña", consisten en 2 pequeñas islas Terre de Bas (o "Tierra Baja") y Terre de Haut (o "Tierra Alta") localizadas aproximadamente a 10 km al sureste de la isla de 
Grande-Terre, y al sur de La Désirade. Fueron llamadas así en contraste con el nombre que recibió la mucho mayor en tamaño y vecina Grande-Terre.
Su área combinada es de apenas 1,48 km².

## Historia
La pequeña isla de la petite terre tiene una superficie de 148 hectáreas y posee el faro más antiguo en Guadalupe, alcanzando un máximo de 35 m sobre el mar, ella fue descubierta por Cristóbal Colón, pero no fue ocupada por colonos hasta el siglo XVIII debido a la falta de agua. Debe tenerse en cuenta, sin embargo, que los arahuacos y los caribes fueron los primeros en ocupar la isla entre los años 500 y 1500. La  economía gira en torno a la agricultura, la pesca, el comercio y el algodón, esto ha sido posible gracias a la recuperación del agua de lluvia en cisternas.

## Flora y Fauna
Desde 1972, la ocupación humana se sustituye por una población compuesta principalmente de iguanas de las Indias Occidentales (no menos de nueve mil quinientas individuos), y por las aves migratorias y tortugas cazadas previamente por sus huevos, la grasa y los depósitos.  La riqueza de la fauna se complementa con una amplia variedad de especies de larvas de peces y protegida del oleaje por la laguna y el arrecife de coral. Adicionalmente, la flora es abundante y como ejemplo, el guayacol anteriormente utilizada para la fabricación de bolas de billar o poleas o las flores marinas son ahora especies protegidas. Por lo tanto, por razones ambientales, se regula la afluencia de turistas y se tiene una mejor conservación de la fauna y la flora que se encuentra en la pequeña isla que es una reserva natural desde septiembre de 1998.